# Sijilmassa

Califado Idríssida e Estados vizinhos

Sijilmassa (ou Sijilmasa ou Sidjilmassa; em árabe: ‏سجلماسة‎; romaniz.: Siǧilmāsa) foi uma antiga cidade com grande importância comercial situada no que é atualmente o sudeste de Marrocos, na orla setentrional do deserto do Saara, perto do local onde se encontra hoje a cidade de Rissani, a sul de Errachidia e a algumas dezenas de quilómetros do Erg Chebbi, o maior conjunto de dunas de Marrocos.
A cidade foi fundada em 757 por berberes do clã Banu Midrar da tribo dos Mecnassas e prosperou rapidamente devido à sua posição estratégica na chamada "Rota do Sal" das grandes caravanas transaarianas que traziam de Bilad el Sudan ("país dos negros" ou África Negra) mercadorias de grande valor como como pó de ouro, penas de avestruz, marfim e escravos. Era um centro importante para os berberes zenetas. A sua história confunde-se com a da região onde se insere, o Tafilete.

## História
A cidade foi fundada por ordem de Semgou Ibn Ouassoul[carece de fontes?]. Os Mecnassas eram então seguidores do carijismo sufrita, um ramo do Islão considerado herético por grande parte dos restantes muçulmanos e Sijilmassa torna-se a capital de um emirado carijita governado pelos midráridas (também chamados uassúlidas) até se tornar um pomo de discórdia entre os zíridas de Ifríquia, vassalos do Califado Fatímida, e os magrauas, vassalos dos omíadas de Córdova, devido à sua situação no início das pistas de caravanas. O emirado acabou por ser conquistado pelos almorávidas cerca de 1055.
A cidade continuou a prosperar até ao século XIV e a sua abertura ao mundo conhecido é atestado pelos escritos do viajante ibne Batuta, que afirmou ter encontrado naturais de Sijilmassa durante o seu périplo pela China. No tempo do seu esplendor, a cidade era composta por cerca de 600 casbás, que formavam outros tantos bairros. A casbá principal abrigava o palácio do emir, a grande mesquita, uma casa da moeda, bem como um imenso mercado, frequentado por mercadores que chegavam a vir de locais tão longínquos como o Egito ou Bagdade. Os midraridas mantiveram uma política de aliança com a outra potência carijita do Magrebe, o Reino Rustâmida de Tiaret, na Argélia, mas no início do século X nota-se alguma abrandamento da prática do sufrismo e o emir midrárida Xaquir Bilá chega a reconhecer a autoridade espiritual do califa abássida.
Essa atitude está também associada ao facto de Sijilmassa se ter tornado um local de comércio de nível internacional, que cultivava um certo cosmopolitismo, atraindo inclusivamente o fundador da dinastia fatímida, o líder xiita Abedalá Almadi Bilá (873-934), que se refugiou em Sijilmassa fugindo às perseguições a oriente. Abedalá foi preso por ordem do emir midrarida, sendo libertado pelos seus partidários em 909, que juntaram um grande exército formado por berberes cotamas do centro do Magrebe. Ubaide proclamaria depois o seu califado em Cairuão. A cidade foi depois conquistada pelos zenetas, aliados dos omíadas de Córdova, para quem estabeleceram oficinas de moeda.
A cidade foi perdendo importância a partir do final da Idade Média, continuando a declinar até que foi arrasada em 1818 pelas tribos berberes da confederação Aït Atta.